# پیپت پابلند
پیپت پابلند یا پیپت پنجه‌بلند (نام علمی: Anthus pallidiventris) نام یک گونه از سرده پی‌پت است.